# Cambuur Stadion
Il Cambuur stadion è uno stadio situato a Leeuwarden sede delle partite di calcio dell'SC Cambuur. È uno degli stadi più grandi dell'Eerste Divisie. Lo stadio è situato sulla piazza principale della città e fa parte del Cambuur Sportpark. Lo stadio è stato costruito in vecchio stile inglese, con quattro tribune separate, tutte dotate di posti a sedere al coperto. La capacità dello stadio è 10.250 posti a sedere.